# Eutin
Eutin – miasto powiatowe w Niemczech, w kraju związkowym Szlezwik-Holsztyn, siedziba powiatu Ostholstein. W 2013 r. liczyło 17 298 mieszkańców.

## Toponimia
Współczesna nazwa niemiecka jest bezpośrednią adaptacją wcześniejszej słowiańskiej nazwy *Utin, będącej formą odosobową od męskiego imienia własnego Uta. Stanisław Kozierowski tłumaczył ją jako Utyń.

## Współpraca
- Nykøbing Falster, Dania
- Putbus, Niemcy
- Lawrence, Stany Zjednoczone